# FK Željezničar
El Fudbalski Klub Željezničar (Фудбалски клуб Жељезничар) és un club bosnià de futbol de la ciutat de Sarajevo.

## Història
El mot Željezničar significa treballador del ferrocarril, ja que el club fou fundat per treballadors d'aquest ram. Els noms del club al llarg de la història han estat:
- RŠD Željezničar (Radničko športsko društvo, en català, societat d'esports dels treballadors).
- FK Željezničar (Fudbalski klub, en català, club de futbol), formant part de la SD Željezničar (Sportsko društvo, català: societat d'esports) que incloïa altres seccions com basquetbol, handbol, voleibol, entre d'altres).
- NK Željezničar (Nogometni klub, també significant club de futbol, adoptat el 1993).
- FK Željezničar fou adoptat de nou el 2000.

L'any 1941, amb motiu de la Segona Guerra Mundial, el club cessà les operacions, que reprengué un cop acabada la contesa. L'any 1946 guanyà el campionat bosni que li permeté obtenir una plaça pel nou campionat iugoslau. El seu primer gran èxit fou la temporada 1971/1972 en què guanyà la lliga iugoslava. El 1980/1981 arribà a la final de la copa, però en sortí derrotat per un altre club bosni, el Velež Mostar. A Europa, la seva millor actuació fou la temporada 1984/1985 en què arribà a les semifinals de la Copa de la UEFA.

## Palmarès
- Lliga iugoslava de futbol 1: 
  - 1971/72
- Lliga bòsnia de futbol 4: 
  - 1997/98, 2000/01, 2001/02, 2009-10
- Copa bòsnia de futbol 3: 
  - 1999/00, 2000/01, 2002/03
- Supercopa bòsnia de futbol 3: 
  - 1998, 2000, 2001
- Campionat de la República Popular de Bòsnia i Hercegovina 1: 
  - 1946

## Jugadors destacats
| - Dimitrije Dimitrijević - Joško Domorocki - Milan Rajlić - Ilijas Pašić - Vasilije Radović - Mišo Smajlović - Ivica Osim - Josip Zemko - Blagoje Bratić - Josip Bukal - Enver Hadžiabdić - Josip Katalinski - Velija Bećirspahić | - Hajrudin Saračević - Ivica Baskarada - Edin Sprečo - Tarik Hodžić - Božo Janković - Fikret Mujkić - Nenad Starovlah - Edin Bahtić - Mehmed Baždarević - Vlado Čapljić - Haris Škoro - Refik Šabanadžović - Radmilo Mihajlović - Mirsad Baljić | - Nikola Nikić - Edin Ćurić - Suvad Katana - Mario Stanić - Gordan Vidović - Rade Bogdanović - Sead Kapetanović - Elvir Baljić - Dželaludin Muharemović - Bulend Biščević - Hadis Zubanović - Mirsad Bešlija - Kenan Hasagić |